# Dichecephala somalina
Dichecephala somalina är en skalbaggsart som beskrevs av Frey 1976. Dichecephala somalina ingår i släktet Dichecephala och familjen Melolonthidae. Inga underarter finns listade i Catalogue of Life.